# Poeltiaria turgescens
Poeltiaria turgescens är en lavart som först beskrevs av Körb., och fick sitt nu gällande namn av Hertel 1984. Poeltiaria turgescens ingår i släktet Poeltiaria och familjen Porpidiaceae.   Inga underarter finns listade i Catalogue of Life.